# Pseudarthria fagifolia
Pseudarthria fagifolia är en ärtväxtart som beskrevs av John Gilbert Baker. Pseudarthria fagifolia ingår i släktet Pseudarthria och familjen ärtväxter. Inga underarter finns listade i Catalogue of Life.